# Circourt-sur-Mouzon
Circourt-sur-Mouzon település Franciaországban, Vosges megyében. Lakosainak száma 184 fő (2022. január 1.). Circourt-sur-Mouzon Jainvillotte, Landaville, Pompierre, Rebeuville, Tilleux, Bazoilles-sur-Meuse, Certilleux és Neufchâteau községekkel határos.

## Népesség
A település népességének változása:
| Lakosok száma | 198  | 190  | 189  | 188  | 185  | 183  | 182  | 184  |
|               | 2013 | 2015 | 2017 | 2018 | 2019 | 2020 | 2021 | 2022 |